# Taxeotis collineata
Taxeotis collineata là một loài bướm đêm trong họ Geometridae.